# クリスチャン・ポラック
クリスチャン・ポラック（ラテン文字: Christian Philippe Polak、1950年8月 - ）は、日本・フランスの歴史学者、実業家。専門は幕末期の日仏交流史。 セリク代表取締役社長、フォルシア日本法人代表取締役、在日フランス商工会議所副会頭、一橋大学客員教授、明治大学客員教授等を歴任。レジオンドヌール勲章、フランス国家功労勲章（L'ordre national du Mérite）、旭日小綬章受章。明治大学クリスチャン・ポラックコレクション蒐集者。

## 人物
フランスノガロでポーランド系フランス人の子として生まれる。1970年パリ第3大学東洋語学校（現パリ東洋言語文化大学）日本語専攻学士課程修了。藤森文吉やジャン＝ジャック・オリガスに学ぶ。森有正の推薦を得て日本政府国費外国人留学生制度で1971年に来日し、早稲田大学言語学研究所日本学科で1年間日本語を学んだのち、1973年一橋大学大学院法学研究科に入学し、細谷千博教授に師事。1975年一橋大学大学院法学研究科修士課程修了。1980年一橋大学大学院法学研究科博士課程修了。1973年から1983年まで中央大学法学部講師。1976年から1980年まで在日フランス大使館文化業務担当。1979年から日仏会館研究生。
一橋大学大学院修了後は、一橋大学教員への就任を勧められたが、外国人が国立大学教員になることが禁止されていたため、都留重人学長が政治家に直訴したものの叶わず、慶應義塾大学やフランスの外交官への就職も辞退。高橋邦太郎の助言でコンサルタント会社を起業することを決意する。1981年、伊部恭之助らを発起人に誘った本田宗一郎の支援で、株式会社セリクを設立し、同社代表取締役社長に就任。1994年立正大学経済学部客員教授。1996年からフォルシア日本法人代表取締役。2008年から在日フランス商工会議所副会頭及び社会科学高等研究院日本研究所客員研究員。2013年、ケ・ブランリ美術館で、一橋大学の前身にあたる東京高等商業学校でフランス語教官を務めたポール・ジャクレーの子で、同名の浮世絵師ポール・ジャクレーの展覧会を監修したのを機に、レジオンドヌール勲章シュヴァリエ受章。
この間、日仏会館理事、一橋大学国際・公共政策教育部客員教授、明治大学政治経済学部客員教授、経済企画庁国民生活審議会委員、国土庁国土審議会専門委員、フランス政府対外貿易顧問委員会委員なども歴任。1985年にはフランス外務省外交史料館で徳川家茂からナポレオン3世への親書を発見。
1989年フランス共和国国家功労勲章シュヴァリエ受章、2002年フランス共和国国家功労勲章オフィシエ受章、2004年日本国文部科学省表彰。2013年レジオンドヌール勲章シュヴァリエ、2023年11月3日日本国より旭日小綬章を受章。

## 著書
- 『ジャポニチュード―日本の深層構造』サイマル出版会、1980年
- 『函館の幕末・維新』中央公論社、1988年
- 『絹と光』アシェット婦人画報社、2002年
- 『筆と刀』在日フランス商工会議所、2005年
- 『百合と巨砲』在日フランス商工会議所刊、2013年
- 『1918-2018 : 日仏企業百年史』在日フランス商工会議所、2018年

## 編書
- 『日仏航空関係史』（鈴木真二と共編）東京大学出版会、2019年

## 監修
- 『蚕の旅』文藝春秋企画出版部、2013年

## 出演
- 『海を渡った600体の神仏 -明治9年エミール・ギメが見た日本-』（NHK、2003年、 ）